# دوك موراي
دوك موراي (بالإنجليزية: Doc Murray)‏ هو لاعب دوري الرغبي نيوزيلندي، ولد في 10 أغسطس 1972.